# Paisaje modificado
El paisaje modificado es una región en la que las prácticas humanas (agrícolas, industriales o urbanas) y el 
fuego u otras fuerzas naturales han modificado el medio ambiente de manera irreversible, aunque las huellas de esa transformación no sean perceptibles. Esta transformación no tiene por qué ser degradatoria y puede encontrar un nuevo equilibrio ecológico estable. En la mayor parte de los casos es la transición a un paisaje ordenado. Este es el paisaje que encontramos en las regiones menos pobladas de los países subdesarrollados y el que hubo en todo el mundo antes de la revolución industrial.
En el medio modificado la persona depende menos de  condiciones naturales, aunque aún marcan su vida y sus ciclos, sobre todo si están relacionadas con el clima, pero provoca endemismos no necesariamente buenos para su salud.
El paisaje modificado es un espacio acondicionado para las sociedades no industrializadas que los producen, pero sin comprometer el equilibrio ecológico. Los paisajes modificados pueden estar aislados entre sí por paisajes naturales. La sociedad explota diferentes medios ecológicos de su entorno para procurarse todo lo que necesita. Existe una red que pone en comunicación los diferentes ámbitos ecológicos. La velocidad de circulación en la red es reducida. Según el modelo de explotación del territorio que tiene cada sociedad, el paisaje modificado puede tener una densidad de población mayor o menor. La producción varía en función de las diferencias climáticas.